# Jan Tauc
Jan Tauc (15. dubna 1922 Pardubice – 28. prosince 2010 Washougal ve státě Washington) byl česko-americký fyzik, vynálezce v oboru optiky, který zavedl pojmy Tauc gap a Tauc plot.
Vystudoval střední školu v Brně, během studia strávil jeden rok v Nîmes. Za druhé světové války pokračoval ve studiu techniky samostatně, zatímco byl totálně nasazen v brněnské Zbrojovce. V letech 1945–1949 vystudoval elektrotechnickou fakultu ČVUT. V roce 1952 se stal vedoucím oddělení polovodičů ve Fyzikálním ústavu ČSAV. V roce 1956 se habilitoval na téma elektromotorické síly v polovodičích a v letech 1964–1969 působil jako profesor experimentální fyziky na Univerzitě Karlově v Praze.
Taucova raná práce se týkala především fotovoltaických, termoelektrických a optických vlastností krystalických polovodičů. V polovině 60. let se zaměřil na amorfní polovodiče, zejména hydrogenovaný křemík, který se stal jeho hlavním výzkumným tématem. V roce 1966 publikoval článek o elektronických a optických vlastnostech amorfního germania, který položil základy pro studium amorfních materiálů a představil koncepty Tauc gap a Tauc plot.
Na začátku roku 1969 odešel z Československa do Paříže, kde působil několik měsíců na univerzitě, než se s rodinou přestěhoval do Spojených států amerických. Získal roční stáž v laboratořích Bell Labs v Murray Hill ve státě New Jersey a poté zde zůstal jako konzultant. V říjnu 1969 ho Československá akademie věd požádala o návrat, což odmítl, a přijal místo profesora inženýrství a fyziky na Brownově univerzitě na Rhode Islandu, které zastával až do svého odchodu do důchodu v roce 1992. V roce 1978 získal americké občanství. V Československu byl mezitím v nepřítomnosti odsouzen k trestu, který mu až do roku 1989 znemožnil návrat.
Na Brownově univerzitě byl spoluautorem patentu v oboru fotomodulační spektroskopie. Napsal také několik knih, byl redaktorem odborných časopisů a členem Národní akademie věd USA. V roce 2003 obdržel medaili De Scientia et Humanitate Optime Meritis, nejvyšší ocenění pro vědce v České republice.